# Ermo

Ermo este un oraș în Santa Catarina (SC), Brazilia.